# Barming
Barming est une paroisse civile du Kent, en Angleterre.